# Хьогон
Хьогон (кор. 효공, 孝恭, Hyogong, Hyogong; 883–912) — корейський правитель, п'ятдесят другий володар (ван) держави Сілла.

## Біографія
Був позашлюбним сином вана Хонгана. 895 року тітка Хьогона, йован Чинсон, проголосила його спадкоємцем престолу, а за два роки зреклась влади на його користь.
За його правління почалось зростання могутності новопроголошених держав Тхебон і Хупекче, що раніше були західними регіонами об'єднаної Сілли.
Також продовжувалась боротьба за владу в провінціях Сілли між місцевими аристократами.
905 року Сілла втратила свої володіння на північний схід від перевалу Джунйон у горах Собек. 907 року війська Хупекче захопили десять фортець на південь від Ільсена.
Збентежений таким розвитком подій, ван почав пиячити й закинув державні справи. 912 року Хьогон помер. Трон після його смерті зайняв Сіндок.